# Operation Trojan Shield

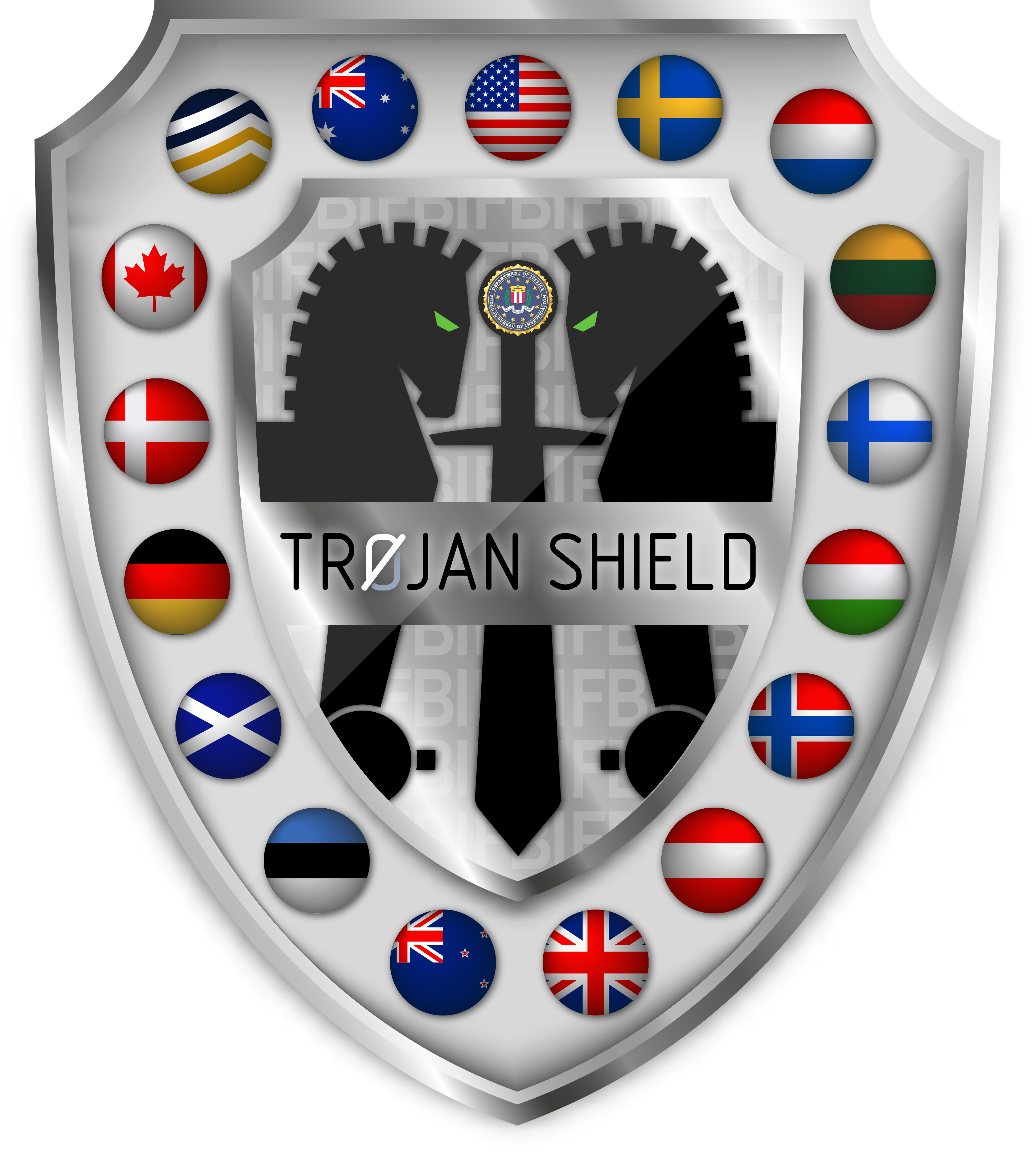
Logo der Operation Trojan Shield

Operation Trojan Shield (englisch für Operation Trojanerschild), teilweise auch Operational Task Force Greenlight oder Operation Ironside genannt, bezeichnet eine gemeinsame Operation zahlreicher Strafverfolgungsbehörden gegen die internationale organisierte Kriminalität. Die Operation wurde maßgeblich vom US-amerikanischen FBI, der niederländischen Polizei, der schwedischen Polizei und Strafverfolgungsbehörden von 16 weiteren Ländern in Kooperation mit der amerikanischen Drug Enforcement Administration (DEA) und unterstützt von Europol durchgeführt. Die Operation führte Anfang Juni 2021 zu über 800 Festnahmen und der Durchsuchung von über 700 Gebäuden in 16 Ländern. Beschlagnahmt wurden unter anderem acht Tonnen Kokain, 22 Tonnen Cannabis und Cannabisharz, 2 Tonnen synthetische Drogen (Amphetamine), 6 Tonnen synthetische Drogengrundstoffe, 250 Schusswaffen sowie 55 Luxuswagen und über 48 Millionen Dollar Bar- und Kryptogeld verschiedener Währungen. Laut Europol handelt es sich bei Operation Trojan Shield um „eine der größten Polizei-Aktionen jemals“.

## Ablauf

Logo der ANOM-App, eines zentralen Werkzeugs der Operation Trojan Shield.

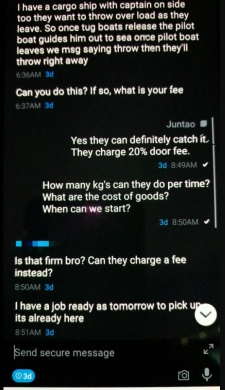
Ein Bild des ANOM-Chats vor seiner Abschaltung.

Während Anbieter von verschlüsselten Messengern bzw. Kryptohandys wie EncroChat, Phantom Secure und Sky ECC von der Polizei gehackt und anschließend geschlossen werden konnten, entwickelte das FBI in Zusammenarbeit mit der australischen Bundespolizei ab 2019 eine andere Verschlüsselungs-App namens ANOM (geschrieben auch ΛNØM, Leetspeak An0m) mit einer Backdoor weiter und etablierte diese über Jahre im kriminellen Milieu.
Der FBI-Außenstelle in San Diego war es im Rahmen der Zerschlagung von Phantom Secure gelungen, einen Informanten anzuwerben. Er hatte Kryptohandys und entsprechende Apps an kriminelle Netzwerke weiterverkauft und war gerade dabei, ANOM zu entwickeln. Um einer Gefängnisstrafe zu entgehen, bot er dem FBI an, die App und sein bestehendes, ihm vertrauendes Kundennetz zur Verbreitung zu nutzen. Laut US-Gerichtsunterlagen erhielt der vorbestrafte Informant dafür eine Belohnung von 120.000 Dollar plus rund 60.000 Dollar Spesen.
Das FBI gründete daraufhin ein gleichnamiges Unternehmen, das von Panama aus mehr als 12.000 verschlüsselte Geräte an über 300 kriminelle Banden in mehr als 100 Ländern lieferte. Im Verlauf von 18 Monaten konnten 27 Millionen Nachrichten, die Kriminelle für abhörsicher hielten, von Ermittlern mitgelesen werden. Kriminelle auf der ganzen Welt besprachen an vermeintlich abhörsicheren Handys Drogen- und Waffengeschäfte sowie Auftragsmorde.
Der Server, über den ANOM betrieben wurde, durfte nicht auf US-amerikanischem Boden stehen und das FBI durfte mit dieser Methode keine US-Bürger abhören. Ein erster Server wurde deswegen in Australien gehostet, dessen Gerichte untersagten jedoch die Datenweitergabe an die USA und weitere Staaten. Deswegen suchte das FBI nach einem neuen Drittstaat und fand ihn in der EU. Das FBI hat dann seit Oktober 2019 die Daten per Rechtshilfe von einem nicht bekannten Mitgliedsstaat der Europäischen Union erhalten, da die Daten zunächst an einen dort befindlichen Server ausgeleitet worden seien. Erst von dort seien sie aufgrund eines Rechtshilfeersuchens an einen Server des FBI in den Vereinigten Staaten weitergeleitet worden. Das FBI legt weder den Drittstaat noch die dort ergangenen gerichtlichen Beschlüsse offen. Laut Recherchen des Journalisten Joseph Cox handelt es sich bei dem Drittstaat um Litauen. In einem Gerichtsverfahren in Deutschland erhoben Verteidiger schwere Vorwürfe: Ihren Angaben zufolge kam es am Bezirksgericht Vilnius zu den besagten Beschlüssen, nachdem zuvor das FBI gemeinsam mit litauischen Ermittlern und der zuständigen Staatsanwältin die Richterinnen „bewusst und vorsätzlich über die Hintergründe belogen und getäuscht“ hätten. Die F.A.Z. konfrontierte die litauischen Strafverfolger mit den Vorwürfen - worauf keiner von ihnen Stellung bezog, den Angaben der Anwälte aber auch nicht widersprach.
Wie australische Medien berichten, entwickelte ein IT-Experte der australischen Bundespolizei die Idee zur Operation am Biertisch mit FBI-Agenten.

## Methodik der Strafverfolgungsoperation
Das Folgende wird vom FBI behauptet:

### 2018
Die vom FBI in das System eingebaute „Hintertür“ habe eine zusätzliche verschlüsselte Kopie jeder von den ANOM-Benutzern gesendeten Nachricht automatisch an einen Drittanbieterserver gesendet, den das FBI als „iBot“-Server bezeichnet. Interpretationen des Vierten Zusatzartikels gefährdeten das Projekt, falls die iBot-Server sich in den USA befunden hätten und deshalb mussten die Server zwangsläufig außerhalb der US-Grenzen angesiedelt werden. Der erste Server habe die kopierte Nachricht entschlüsselt, die Informationen in der Nachricht verarbeitet (GPS-Standort, Text, Benutzername/Jabber-ID, Passwort usw.) und sie dann erneut verschlüsselt, um sie an den zweiten „vom FBI besessenen“ iBot-Server (iBot2) zu senden.

### 2019
Da das FBI den ersten iBot-Knotenpunkt nicht besitzen und auch keine Kommunikationsdaten von US-Bürger erhalten durfte, beauftragte es die Australian Federal Police (AFP) damit, den ersten Knotenpunkt des Servers zu betreiben und die Daten zu verarbeiten. (Das australische Recht bietet nicht die gleichen Schutzmaßnahmen wie das US-Recht für seine Bürger.) Kontroverserweise teilte die AFP während dieses Zeitraums „allgemeine“ Informationen über Gespräche aus den ANOM-Nachrichten mit dem FBI, obwohl der australische Gerichtsbeschluss zum Abfangen von ANOM-Kommunikation die Weitergabe des Inhalts an ausländische Partner nicht erlaubte.

#### Sommer 2019
Angeblich hatte das FBI bis zum Sommer 2019 noch keinen der entschlüsselten ANOM-Inhalte offiziell überprüft. Als Methode, um den australischen Gerichtsbeschluss zu umgehen, musste das FBI ein MLAT mit einem dritten Land sichern, in dem die Übermittlung von Informationen gemäß deren nationalen Gesetzen legal wäre. Obwohl viel Arbeit geleistet wurde, um die Identität des dritten Landes geheim zu halten, wurde dessen Identität von der freien Presse im Jahr 2023 als Litauen offengelegt.
Das FBI arbeitete seit Herbst 2019 mit Litauen zusammen. Das FBI behauptet, dass die iBots durch geo-fencing verhinderten, dass alle Nachrichten, die „aus den USA stammten“, an den vom FBI besessene iBot2-Server in Verletzung des Vierten Zusatzartikels weitergeleitet wurden.

#### 7. Oktober 2019 bis 7. Januar 2020
Litauen erstellte eine iBOT-Kopie (iBot3) des vom FBI besessenen iBOT2-Servers und begann, alle 2–3 Tage Inhalte vom iBOT2-Server zu empfangen.

### Nach dem 7. Januar 2020
Ein neueres MLAT und ein Gerichtsbeschluss aus Litauen erlaubten es dem FBI, jeden Montag, Mittwoch und Freitag bis zum 7. Juni 2021 ANOM-Benutzerdaten zu erhalten. Dies umfasst alle jemals von einem ANOM-Benutzer erzeugten Daten mit der behaupteten Ausnahme von 15 (oder 17) Benutzern, die von Telefonen in den USA stammten.

## Ermittlungsergebnisse

### Deutschland
Im März 2021 begannen die Ermittlungen. Basis des Ermittlungskomplexes sind Daten zu rund 2700 Nutzern mit Deutschlandbezug, die von den US-Ermittlern an die Bundesrepublik übermittelt wurden.
Nach Angaben des Bundeskriminalamtes (BKA) wurden bis Juni 2021 insgesamt 150 Objekte durchsucht und 70 Verdächtige festgenommen. Ihnen wird Waffen- und Drogenhandel vorgeworfen. In den darauffolgenden Prozessen, zum Beispiel vor dem Landgericht Frankfurt, versuchen Verteidiger, die Verwertbarkeit der Anom-Chats als Beweise in Frage zu stellen.
Stand Juli 2022 wurden in Deutschland 140 Haftbefehle vollstreckt, fünf Drogenlabore ausgehoben und dabei anderthalb Tonnen synthetische Drogen sowie 1,3 Tonnen Cannabis und kiloweise Heroin und Kokain beschlagnahmt. Es seien ferner 55 Schusswaffen, 2400 Schuss Munition und mehr als 1,8 Millionen Euro Vermögen gesichert worden. Bis Anfang 2025 wurden in Deutschland mehr als 840 Ermittlungsverfahren auf der Grundlage von Anom eingeleitet.

### Australien
In Australien wurden mit 4500 Beamten 500 Hausdurchsuchungen vollstreckt. Über 200 Verdächtigte wurden angeklagt sowie mehrere Tonnen Drogen, über 100 Schusswaffen und umgerechnet mehr als 28 Millionen Euro in bar und Gegenstände beschlagnahmt.

### Österreich
Am 9. Juni 2021 gaben der österreichische Innenminister Karl Nehammer (ÖVP) und Justizministerin Alma Zadić (Grüne) bekannt, dass es bei der Operation zu 67 Hausdurchsuchungen und 81 Festnahmen in Österreich kam. Auf nationaler Ebene lief die Operation unter dem Namen „Operation Achilles“. Schwerpunktmäßig erfolgten die Zugriffe in den Bundesländern Wien, Niederösterreich, Salzburg und Vorarlberg. Nach der Durchführung von Observationen, Telefonüberwachungen sowie internationalen Datenabgleichen, kamen beim am 8. Juni 2021 durchgeführten Aktionstag österreichweit 400 Ermittler und Mitglieder von Spezialeinheiten zum Einsatz. Sichergestellt wurden insgesamt 707 Kilo Suchtmittel, 35 Waffen und 650.000 Euro in bar. Die sichergestellten Suchtmittel bestehen aus 30 kg Kokain, 26 kg Heroin, 60 kg Streckmittel, 261 kg Cannabisharz und 390 kg Marihuana. Am Aktionstag wurden 13 verdächtige Personen inhaftiert, wobei bereits U-Haft verhängt wurde. Am Tag der Pressekonferenz wurden weitere 15 Personen in die Justizanstalt Josefstadt eingeliefert. Ein erster Schuldspruch erfolgte im September 2021. Vom Straflandesgericht Wien wurde ein Drogendealer zu drei Jahren Haft verurteilt. Im Dezember 2023 erhielt ein Drogendealer, dessen Gruppe mehrere 100 Kilogramm Heroin und Kokain in Wien verkauft hatte, eine lebenslange Haftstrafe. Im März 2024 wurde ein weiterer Drogendealer zu elf Jahren Haft verurteilt. Der Täter hatte sich 2017 nach Thailand abgesetzt und wurde 2023 im Zuge eines internationalen Haftbefehls mittels Privatflugzeug nach Österreich ausgeliefert.

### Niederlande
In den Niederlanden wurden 49 Personen von der niederländischen Polizei festgenommen, während sie 25 Drogenproduktionsstätten und Drogenverstecke untersuchten. Die Polizei beschlagnahmte auch acht Schusswaffen, große Mengen an Drogen und mehr als 2,3 Millionen Euro.

### Schweden
In Schweden wurden als Teil der Operation 155 Personen festgenommen. Laut der schwedischen Polizei, die Informationen vom FBI erhalten hatte, wurde in einer frühen Phase der Operation entdeckt, dass viele der Verdächtigen in Schweden waren. Linda Staaf, Leiterin der nachrichtendienstlichen Aktivitäten der schwedischen Polizei, sagte, dass die Verdächtigen in Schweden eine höhere Quote an Gewaltverbrechen aufwiesen als in anderen Ländern. Ein Mord in Schweden, der über Anom geplant wurde, konnte nicht verhindert werden, da die entsprechenden Informationen zu spät von den amerikanischen Ermittlern mit den schwedischen Behörden geteilt wurden.

### Vereinigte Staaten
Die ersten Durchsuchungsbefehle wurden im Mai 2021 von Richtern erteilt.
Anfangs wurden in den Vereinigten Staaten keine Festnahmen vorgenommen, da die Interpretationen des Vierten Zusatzartikels Strafverfolgungsbehörden daran hinderten, Nachrichten von inländischen Subjekten zu sammeln. Jedoch hat das Justizministerium der Vereinigten Staaten siebzehn Personen (alles ausländische Staatsangehörige), unter dem Racketeer Influenced and Corrupt Organizations Act angeklagt für ihre Beteiligung an „dem ANOM-Unternehmen“, das die Geräte verbreitete. Nach umfangreichen Geständnissen wurden zwei der ehemaligen "ANOM-Mitarbeiter" zu jeweils rund fünf Jahren Gefängnis verurteilt.

## Verwertbarkeit der Daten

### Deutschland
Die Frage der gerichtlichen Verwertbarkeit der ANOM-Daten als Beweise war zunächst umstritten. Das OLG Frankfurt am Main, OLG Saarbrücken, OLG Hamm, OLG Karlsruhe, OLG Koblenz und OLG Stuttgart hielten die ANOM-Daten für verwertbar, dagegen ging das Oberlandesgericht München von einem Beweisverwertungsverbot aus. Anfang 2025 entschied der Bundesgerichtshof (BGH), dass die Daten verwertbar sind.
Die Frage, ob ein Verbot bestehe, richtet sich laut dem BGH ausschließlich nach dem deutschen Recht, ausländische Ermittlungsmaßnahme seien auch nicht am Maßstab des ausländischen Rechts zu prüfen. Ob die deutschen Ermittlungsbehörden in gleicher Weise hätten vorgehen dürfen, sei ebenfalls nicht entscheidend. Gegen den ordre public sei nicht verstoßen worden. Der Eingriff ins Fernmeldegeheimnis sei begrenzt gewesen und habe sich nur gegen Personen gerichtet, bei denen tatsächliche Anhaltspunkte für eine Beteiligung an Straftaten der organisierten Kriminalität bestanden habe. Auch sei nicht gegen den Grundsatz eines fairen Verfahrens verstoßen worden, weil die ausländischen Beschlüsse den deutschen Behörden nur von Hörensagen bekannt seien und die Beschuldigten diese nicht unmittelbar angreifen konnten.

### Österreich
Im Februar 2022 entschied der Oberste Gerichtshof (OGH), dass die vom FBI an Österreich weitergeleiteten Daten von Gerichten verwertet werden dürfen. Grund dafür ist, dass das FBI die Ermittlungen „ohne Zutun und ohne Veranlassung“ der Österreicher in die Wege geleitet hatte.